# Danków A
Danków A – kolonia w Polsce położona w województwie wielkopolskim, w powiecie konińskim, w gminie Kleczew. Miejscowość wchodzi w skład sołectwa Kalinowiec (województwo wielkopolskie).
W latach 1975–1998 miejscowość administracyjnie należała do województwa konińskiego.